# Rostnackad svala
Rostnackad svala (Petrochelidon rufocollaris) är en fågel i familjen svalor inom ordningen tättingar.

## Utseende
Rostnackad svala är en praktful svala med blå fjäderdräkt och kastanejbrunt i ett halsband, ett bröstband samt på kroppssidor, övergump och panna. Den liknar stensvalan som påträffas sällsynt under flyttningen i dess utbredningsomnråde, men skiljer sig genom bröstbandet och avsaknad av vitt i pannan. 

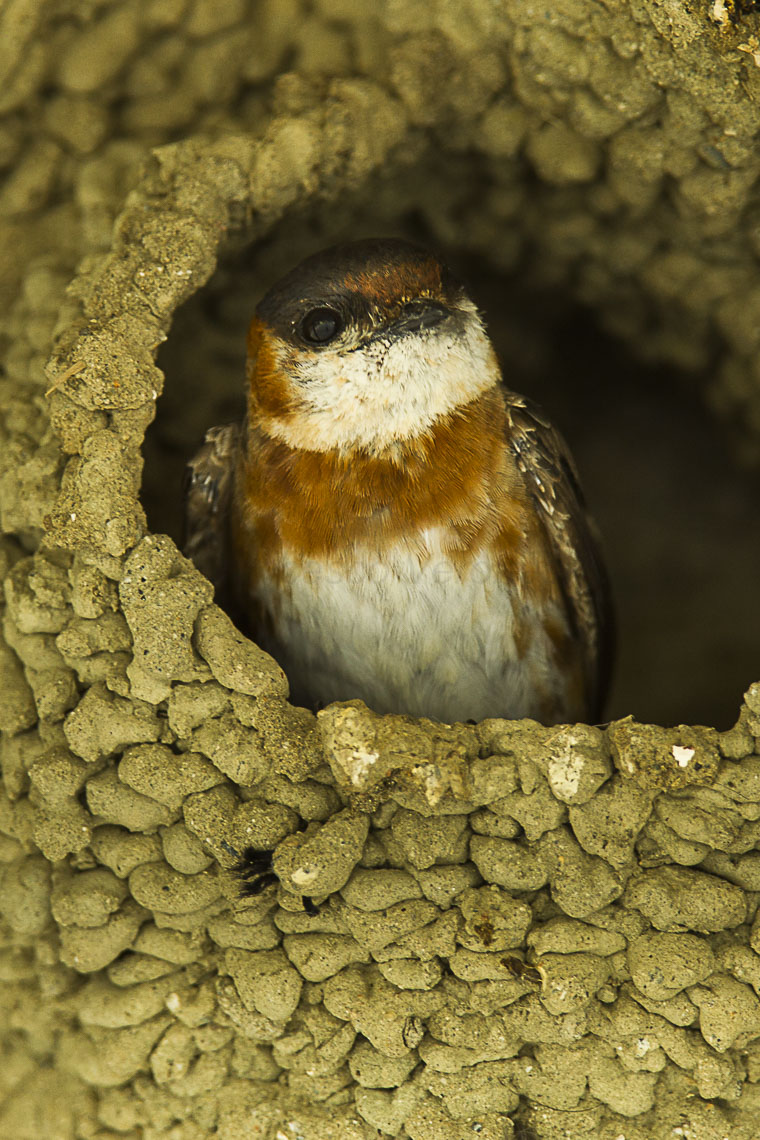

## Utbredning och systematik
Rostnackad svala hittas i Sydamerika i kustnära Ecuador och Peru. Den delas in i två underarter med följande utbredning:
- Petrochelidon rufocollaris aequatorialis – förekommer längs Stillahavskusten i södra Ecuador (Loja och Guayaquil)
- Petrochelidon rufocollaris rufocollaris – förekommer längs Stillahavskusten i norra och centrala Peru (i söder till Lima)

## Levnadssätt
Arten påträffas ofta i närheten av byar och städer, där den häckar i kolonier på byggnaders takfot.

## Status och hot
Arten har ett stort utbredningsområde och en stor population, och tros öka i antal. Utifrån dessa kriterier kategoriserar IUCN arten som livskraftig (LC).